# 잉서우잉쯔 광구
잉서우잉쯔 광구(한국어: 응수영자광구, 중국어: 鹰手营子矿区, 병음: Yīngshǒuyíngzi Kuàngqū)는 중화인민공화국 허베이성 청더 시의 행정구역이다. 넓이는 148km2이고, 인구는 2007년 기준으로 70,000명이다.

## 행정 구역
4개 진을 관할한다.
- 진: 汪家庄镇, 鹰手营子镇, 寿王坟镇, 北马圈子镇.